# Акутан
Акутан (англ. Akutan Island; алеут. Akutanax̂) — острів у складі Лисячих островів, східній частині Алеутських островів. Адміністративно належить до штату Аляска, США.

## Географія
Острів завдовжки близько 31 км, завширшки до 24 км та площею 334,13 км². Це четвертий за розміром острів архіпелагу. Все населення становить 1027 осіб (2010 році) і зосереджене в єдиному селищі з однойменною назвою Акутан.
У центрі острова розташований діючий вулкан Акутан заввишки 1303 м, який востаннє вивергався у 1979 році. Завдяки вулкану на острові функціонують гарячі джерела Акутана.

## Історія
Острів відкритий у 1768 році російськими мореплавцями Петром Креніциним та Михайлом Левановим. У 1785 році острів обстежив Джеймс Кук.
Під час другої світової війни на Акутані здійснив аварійну посадку японський винищувач Mitsubishi A6M Zero. Американці відремонтували його, перевезли у Сан-Дієго, де спеціалісти отримали змогу вивчити всі технічні характеристики авіації супротивника. Літак отримав робочу назву «Akutan Zero».

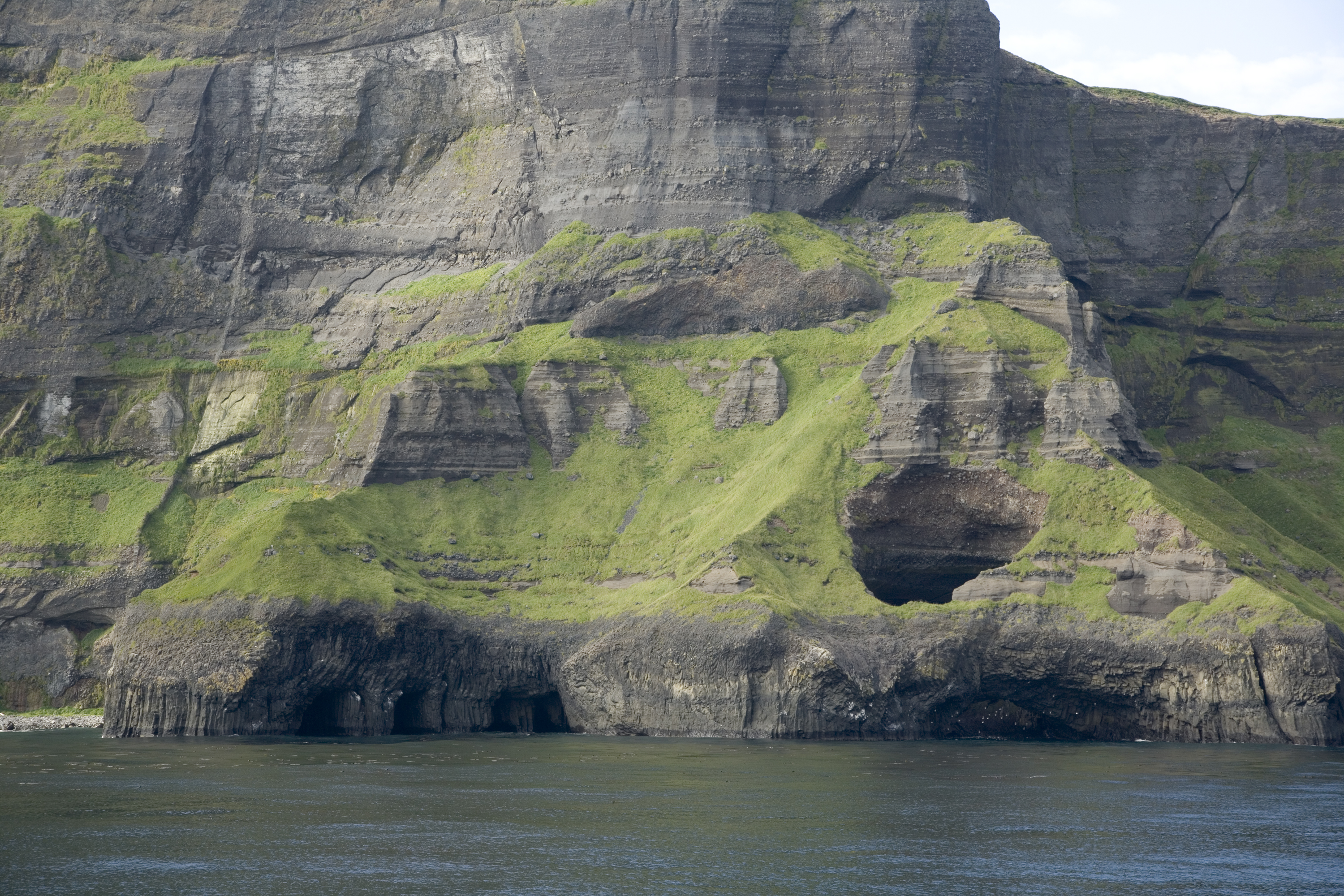
Скелі острову Акутан

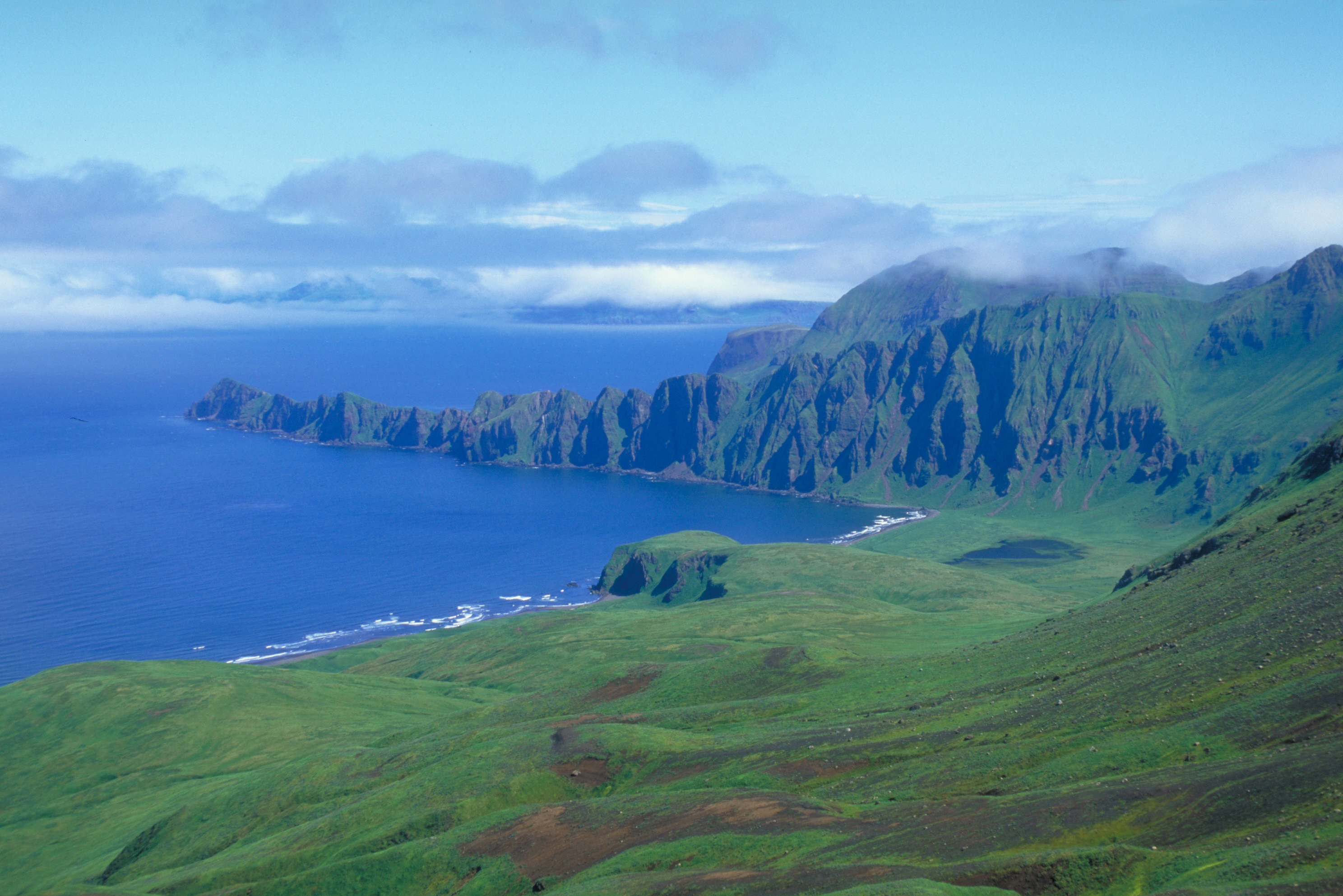
Заток гарячих джерел